# Brody (powiat Żarski)
Brody (Duits: Pförten) is een dorp in het Poolse woiwodschap Lubusz, in het district Żarski. De plaats maakt deel uit van de gemeente Brody en telt 1070 inwoners.

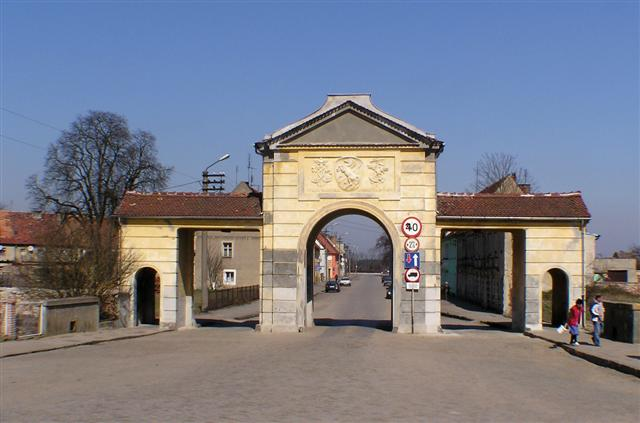
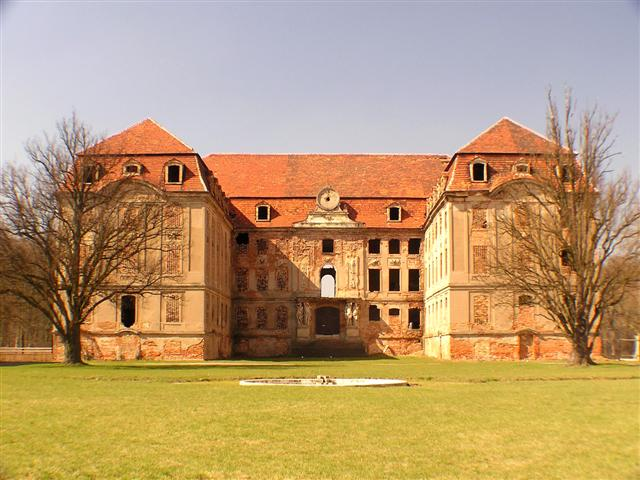
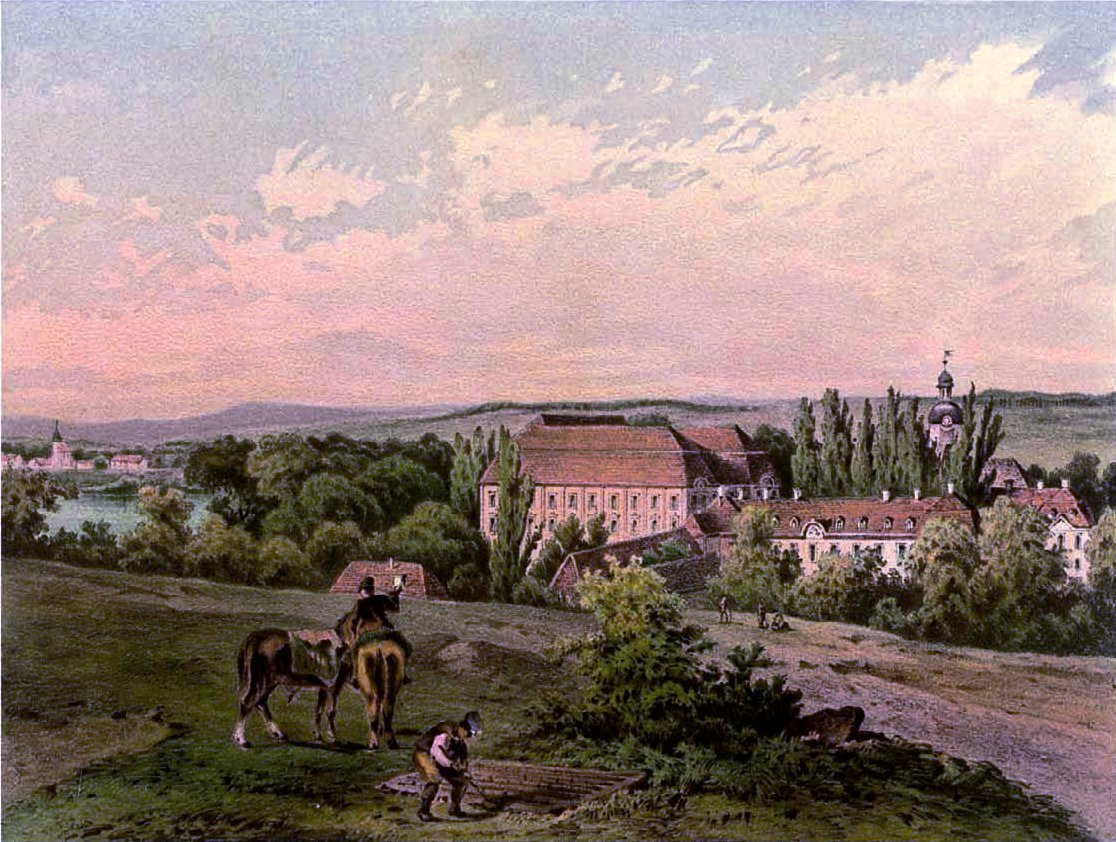
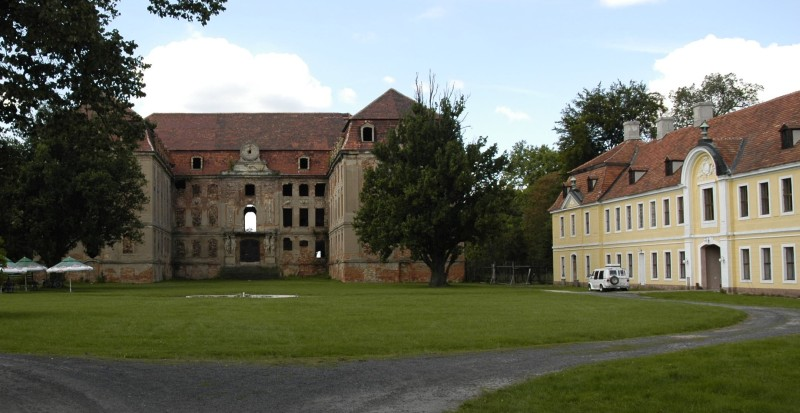